# إيكولوجيا السياقات
إيكولوجيا السياقات هو مصطلح يستخدم في العديد من التخصصات ويشير إلى التفاعل الديناميكي للسياقات والمطالب التي تقيّد وتعرّف أي كيان.

## إيكولوجية البيئة
يوجد نظام إيكولوجي زراعي وسط سياقات يشمل المناخ والتربة وعلم الوراثة النباتية والسياسات الحكومية والمعتقدات الشخصية وميول الزراعيين. لا يقتصر الأمر على أن هذه السياقات متعددة لدرجة ألا يمكن إدراجها بالكامل في أي نظام إيكولوجي زراعي، ولكن تفاعلاتها معقدة للغاية مما يجعله مستحيلًا وصف النظام تمامًا، ناهيك عن التنبؤ بالأثر الذي سيحدثه اضطراب معين على الكل. وفي نفس الوقت، تتصف جميع هذه السياقات بالديناميكية، وإن كان ذلك في نطاقات زمنية متباعدة للغاية، لذا فإن بيئة السياقات الخاصة بالنظام الإيكولوجي الزراعي قابلة للتغيير بشكل جوهري. إن إدراك علم بيئة السياقات مفيد للعلماء الإيكولوجيين الزراعيين، حيث أن ديناميكية القبول بديهية تقريباً وبالتالي غير قابلة للعلاج، إن طبيعة النظم الزراعية الإيكولوجية تستبعد في كثير من الأحيان المفهوم المدمر للمناهج المُثلى لإدارة النظام كما أنها تدرك تعقيد الاستجابة التي يمكن أن تنتج عن أي اضطراب في النظام.
هذا المفهوم لبيئة السياقات يوفر جهازًا معرفيًا مفيدًا لفهم النظم الإيكولوجية الزراعية.